# Bartolomeo Socini
Bartolomeo Socini, Bartolomeo Sozzini, Sozini ou Socino, Bartholomaeus Socinus en latin, est un juriste italien, né à Sienne en 1436, et mort dans la même ville en 1507.

## Biographie
Bartolomeo Socini est le fils de Mariano Socini l'Ancien (1397/1401–1467). Les Socini ou Sozzini sont une famille de juriste de la Renaissance italienne qui vient de la banque et du commerce. Il est l'oncle de Mariano Socini le Jeune (1482-1556).
Il a d'abord étudié avec son père à Sienne, puis a été l'élève de Alessandro Tartagni (Imola, 1424 - Bologne, 1477) et Andrea Barbazza (†1480) à Bologne, et, à Pise, de Francesco Albergotti.
Il a enseigné à Sienne à partir de 1461, à Ferrare en 1471-1472. Il est professeur à Pise entre 1473 et 1494 où il a enseigné le droit civil et le droit canon pour un salaire de 1 665 florins, le plus élevé de l'université. À Pise, il a eu pour élève Giovanni di Lorenzo de' Medici, le futur pape Léon X.
En 1484, un groupe de citoyens de Sienne ont demandé au gouvernement de la ville de le faire revenir dans la ville en arguant que c'est alors la bonne période pour renforcer l'université de Sienne car les universités de Padoue, Pavie, Bologne et Ferrare ont vu le nombre de leurs étudiants diminué à cause des guerres et des famines. Pour eux, l'université de Pise n'est encore active que grâce à la présence de Bartolomeo Socini. Sa venue à Sienne devrait selon eux amener près de trois cents étudiants et augmenter les revenus de la ville de 1 500 florins. Cependant Bartolomeo Socini a décliné cette offre à cause d'un désaccord avec la commune de Sienne. Malgré cela, l'université de Sienne se porte bien grâce à ces écoles de droit et de médecine, mais elle s'intéresse peu à la philosophie, aux humanités et la théologie. L'université de Sienne attire aussi un nombre important de non-Italiens.
Bartolomeo Socini est ensuite professeur à Bologne en 1494-1498, puis à Padoue en 1498-1501. Il revient ensuite à Sienne en 1501, mais malade il a cessé d'enseigner.
Il a participé à la vie publique, mais a été forcé à plusieurs reprises de quitter le pays. Il a joui d'une grande réputation en tant qu'avocat et a laissé des consultations et des commentaires dans un Digest.

## Famille
- Mariano Socini l'Ancien (1397/1401–1467)., juriste, professeur à l'université de Sienne à partir de l'automne 1427 ayant eu comme élève Enea Silvio Piccolomini, le pape Pie II,
  - Bartolomeo Socini (1436-1507)
  - X
    - Mariano Socini le Jeune (1482-1556), marié à Camilla Salvetti,
      - Alessandro Sozzini (1508-1541) a poursuivi la carrière de juriste, marié à Agnese Petrucci
        - Fausto Sozzini (1539-1604), théologien

      - Celso Sozzini (1517–1570) aussi juriste,
      - Camillo Sozzini (né en 1520)
      - Cornelio Sozzini (mort en 1586), humaniste,
      - Lelio Sozzini (1525-1562), humaniste
      - Dario Sozzini

## Publications
- (la) Super titulo De exceptionibus, Modène, Pierre Maufer & Paolo Mundatore, 1492 (lire en ligne)
- De exceptionibus et de exceptionibus rei judi, 1496 (lire en ligne)
- (la) Super titulo De rebus dubiis, Bologne, Benedetto Faelli, 1498 (lire en ligne)
- Secunda Pars consiliorum Mariani et Bartholomei de Socinis, Senensium, 1545 (lire en ligne)
- Quarta Pars consiliorum domini Bartholomei Socini Senensis, 1537
- Consiliorum siue malis responsorum Mariani Socini senioris Bartholomaæi que filii, Senensium, Volumen quintum, Venetiis, 1594 (lire en ligne)
- Regulae & fallentiae iuris, Bartholomæi Socini iurisconsulti eminentissimi, a Benedicto Vado revisae, & summo ac diligenti studio, emendatæ, & reformatæ & secundum ordinem alphabeti redactae, nec non vtilissimis additionibus illustratae. Editio postrema, castigatior quàm aliæ fuerunt, Cologne 1592 (lire en ligne)